# 自己免疫性小脳失調症
自己免疫性小脳失調症（じこめんえきせいしょうのうしっちょうしょう、英: autoimmune cerebellar ataxia）または免疫性小脳失調症（immune-mediated cerebellar ataxia、IMCA）は免疫性機序により小脳失調症状を示す疾患の総称であり、様々な疾患が含まれる。痙攣、辺縁系脳炎、眼球運動障害、stiff-person症候群、末梢神経障害など小脳以外の病変による症状を合併することがある。自己免疫的な機序で小脳とその入出力系が障害されていることを証明することによって診断される。免疫療法が適応となるが、予後は良好なものから不良なものまで様々である。ここでは傍腫瘍性神経症候群である腫瘍随伴性免疫性小脳失調症も免疫介在性の機序であり含めて述べる。非腫瘍性の自己免疫性小脳失調症としてよく知られているのは抗GAD抗体陽性小脳失調症高力価型、抗GAD抗体陽性小脳失調型低力価型、橋本脳症小脳失調型、抗クリアジン抗体陽性小脳失調症、全身性エリテマトーデス、シェーグレン症候群、神経ベーチェット病などである。自己免疫性小脳失調症に含まれる疾患は小脳皮質のプルキンエ細胞の変性が主体のものが多い。

## 小脳失調症
小脳失調症には様々な疾患が含まれており、多系統萎縮症、遺伝性脊髄小脳変性症、皮質性小脳萎縮症、その他の原因が判明した症候性皮質性小脳萎縮症が含まれる。症候性皮質性小脳萎縮症には先天奇形など構造的なものや、腫瘍性のものをはじめ、中毒（アルコール、抗てんかん薬、抗うつ薬、リチウム、抗がん剤など）、代謝（甲状腺機能低下症、ビタミン欠乏）、免疫介在性（抗GAD抗体陽性小脳失調症、抗グリアジン抗体陽性小脳失調症）、傍腫瘍性（傍腫瘍性神経症候群、特に抗神経抗体として抗Hu、Yo、Ri、Tr、CV2、Ma、PCA2などが知られている）など数多くの原因が報告されている。以下に成人発症で緩徐進行性に小脳失調を起こす症候性皮質性小脳萎縮症をまとめる。
|            | 鑑別すべき病態       | 鑑別のポイント                                                       |
| ---------- | -------------------- | -------------------------------------------------------------------- |
| 腫瘍性     | 腫瘍性疾患           | 頭部MRIなど画像検査                                                  |
| 中毒性     | アルコール性         | 中毒性全体として詳細な病歴、生活歴、血中濃度など                     |
| 中毒性     | 薬剤性               | 抗てんかん薬、睡眠薬や鎮静剤、抗うつ薬、リチウム、抗悪性腫瘍薬の使用 |
| 中毒性     | 重金属               | 水銀や鉛などの使用状況                                               |
| 中毒性     | 化学薬品             | 農薬や溶剤の使用状況                                                 |
| 代謝性     | ビタミン欠乏症       | 血中ビタミンの測定（Vt.E、B1、B6、B12）                              |
| 代謝性     | 甲状腺機能低下症     | 甲状腺機能の測定                                                     |
| 免疫介在性 | 抗GAD抗体関連        | 抗GAD抗体、てんかん、糖尿病の合併                                    |
| 免疫介在性 | 抗グリアジン抗体関連 | 抗グリアジン抗体、下痢、体重減少、皮膚炎の合併                       |
| 免疫介在性 | 橋本脳症             | 抗甲状腺抗体、抗NAE抗体、軽度認知機能障害や精神症状                  |
| 傍腫瘍性   | 傍腫瘍性神経症候群   | 全身の腫瘍検索と抗神経抗体                                           |

## 歴史
免疫的な機序を介して小脳失調が出現することは1868年にジャン＝マルタン・シャルコーの有名な講演に遡る。ジャン＝マルタン・シャルコーは神経炎と麻痺に加え、小脳失調を呈した多発性硬化症の症例を報告した。この小脳失調は企図振戦、断綴性言語、眼振であり、シャルコーの3徴として知られる。1919年にはブローウェル（Brouwer）が小脳失調と卵巣腫瘍の合併した症例を報告し、これが傍腫瘍性小脳変性症（paraneoplastic cerebellar degeneration、PCD）の最初の記載とされている。1980年代になると2つの大きな発展があった。ひとつは1983年に卵巣腫瘍合併したPCDで抗Yo抗体が発見されたことであるこれを契機に腫瘍の種類と関連を示す自己抗体である抗Hu抗体、抗Tr抗体、抗CV2抗体、抗Ri抗体、抗Ma2抗体、抗VGCC抗体が見出された。これにより自己抗体に注目して自己免疫性小脳失調症を診断する道が開かれた。もうひとつは非腫瘍随伴性の主要な2つの病型の疾患概念が確立したことである。Hadjivassiliouらの体系的な研究によりグルテン感受性が誘因で引き起こされるグルテン失調症が、一方Honnoratらの報告によって抗GAD抗体関連小脳失調症の臨床像が明らかになった。
2010年以降はこれらを体系化する試みが行われるようになった。

## 分類
自己免疫性小脳失調症の分類はまだ十分な合意が得られていない。2016年にSociety for Research on Cerebellum and Ataxia(SRCA)によるconsensus paperで初めて分類が提唱された。SRCA consensus paper 2016分類には3つの特徴が知られている。1つ目は自己免疫性小脳失調性を小脳障害を主とするものと様々な部位が障害され小脳障害はそのひとつとするものに分類したことである。後者には多発性硬化症やSLEなどの膠原病が含まれる。2つ目として、小脳障害を主とするものを自己免疫の誘因が明確なものと自己免疫の誘因が不明確なものに分類していることである。自己免疫の誘因が明らかなものにはグルテン失調症、急性小脳炎（acute cerebellitisまたは感染後小脳炎、post-infectious cerebellitis）、フィッシャー症候群、傍腫瘍性小脳変性症が挙げられる。自己免疫の誘因が不明確なものには抗GAD抗体関連小脳失調症や橋本脳症があげられる。自己免疫の誘因が明確な場合は誘因の除去が治療の第一選択になるため、この分類は治療戦略に基づいた分類である。3つ目の特徴としてprimary autoimmune cerebellar ataxia(PACA)という病型を設けていることである。PACAは自己免疫の機序で小脳失調を主徴とするが上記の病型の特徴に合わないものの総称である。既知の病型に属さないが亜急性の経過で、小脳失調と小脳萎縮を示し、自己免疫性疾患の既往があり、免疫療法に反応性を示す症例がしばしば経験される。髄液で小脳皮質を標的とする抗体がみられることもある。このような症例はPACAという疾患スペクトラムの中に位置づけられる。したがってPACAは複数の未知の病型を含んでいる。
SRCA consensus paper 2016をたたき台にして、その後若干の修正が提唱されている。オプソクローヌス・ミオクローヌス症候群が自己免疫の誘因が明確な自己免疫性小脳失調症に位置づけられている。橋本脳症を単一の病型とすることに欧米では異論が強く、PACAの中にステロイド反応性を占めす例として位置づけられることが多い。橋本脳症はその定義から幅広い症例が含まれ、抗GAD抗体関連小脳失調症やグルテン失調症など他の病型とも重なり合い、臨床的に均一ではないのが理由である。PACAの診断基準はSRCAから提唱されている。

### primary autoimmune cerebellar ataxia(PACA)
2020年のTask Force paperでPACAの診断基準が提唱された。これはよく知られた自己免疫性小脳失調症の除外、下記の3項目のうち2項目をみたすこと、他の小脳失調症の否定からなる。3項目は脳脊髄液の細胞数増多またはオリゴクローナルバンド陽性、自己免疫性疾患の既往あるいは家族歴、抗甲状腺抗体など自己免疫の状態を示す自己抗体の合併である。またPACAではミコフェノール酸モフェチルの有効性が報告されている。

## 疫学
Hadjivassiliouらは英国で1500例の進行性の小脳失調症の原因を精査した。家族性に発症し遺伝子異常を示すものが30％、多系統萎縮症が9％であり、自己免疫性小脳失調性が25％であった。自己免疫性小脳失調性は従来考えられていたよりも高頻度であることが明らかになった。自己免疫性小脳失調症の病型としてはグルテン失調症が20％と最も多く、PCDが2％、急性小脳炎が1％であった。

## 診断
亜急性から慢性の小脳失調で、特に歩行失調が顕著な場合に自己免疫性小脳失調性を疑う。小脳失調が主徴であるが、他の神経症候を伴うこともある。髄液に細胞増多やオリゴクローナルバンドを認める場合もある。MRIでは病期に相当した小脳萎縮を認める。確定診断には他の原因を除外すること、自己免疫の機序が背景に存在することを確認することが肝要である。自己免疫の機序の存在は自己免疫疾患の合併と主に小脳に対する自己抗体の存在で推定される。小脳に対する自己抗体は多くのものが知られている。これらは3種類に分類される1つ目は特定の病型を示すwell characterized autoantibodies、2つ目は自己免疫性小脳失調症を含み様々な免疫性疾患に合併するautoantibodies、3つ目は少数例の自己免疫性小脳失調症にしか報告されておらず、その性状がまだ不明なautoantibodiesである。

### 自己抗体の意義
自己抗体が原因であるのかそれとも結果であるのかという議論はしばしばおこる。自己抗体が原因という場合は以下の3つの条件を実験で示す必要がある。
accessibilityの証明
抗体が抗原にアクセスできること
pathogenic actionの証明
抗体が神経症状を発症できることを細胞、神経回路レベルで示すこと
passive transferの証明
抗体を動物に注入することで症状が再現されること
この3つの条件を満たす例は少ない、特に傍腫瘍性神経症候群で抗原が細胞内にある場合はpassive transferの証明ができないことが多い。抗Hu抗体、抗Yo抗体ではpassive transferは証明されていない。上記3つを満たすものは2013年現在、腫瘍随伴性では抗VGCC抗体、抗mGluR抗体であり非腫瘍随伴性では抗GAD抗体だけである。抗GAD抗体は細胞内に取り込まれてGABAの放出を抑制する作用がある。証明された3つの抗体はいずれも抗体がシナプス伝達に作用している。一方でGrausやDalmauらは抗GAD抗体は病原抗体ではないと主張している。
Daniel B Drachmanが提唱した病原自己抗体の5つの条件は対象となる自己抗体が患者で検出される、自己抗体がターゲットとなる抗原と反応する、自己抗体の投与によって病態が再現される、対応する抗原の免疫により疾患モデルが発現される、自己抗体の力価低下によって病態が改善するである。上記の条件とは若干異なる。臨床医学で証明するべき内容は患者からの抗体の検出と治療による抗体価の減少であり、それ以外は実験室で証明する内容である。

## 治療
自己免疫の機序が明確な場合は、まずはこれを取り除き、抗原刺激を回避することが優先される。抗原刺激の回避とはグルテン失調症の場合は無グルテン食であり、傍腫瘍性小脳変性症の場合は腫瘍の治療である。これが無効の場合、あるいは自己免疫の機序が不明確な場合は免疫療法が導入される。免疫グロブリン大量療法、ステロイド、免疫抑制薬、アフェレーシス、リツキシマブを単独あるいは組み合わせて実施される。寛解導入療法では小脳失調を可能な限り改善させるような積極的な治療が行われることが多い。その後、再発をふせぐ目的で維持療法が行われる。病型によって選択される方法が若干異なる。
免疫療法後の経過は完全寛解、部分寛解、不変、再発、緩徐増悪、急速増悪の6種類に分類される。急性小脳炎、グルテン失調症、亜急性の抗GAD抗体関連小脳失調症は比較的免疫療法に反応する。慢性の抗GAD抗体関連小脳失調症や傍腫瘍性小脳変性症は免疫療法に抵抗性である。特に傍腫瘍性小脳変性症は免疫療法に反応するのは10％以下と考えられている。小脳には他の中枢神経部位と比較しても強い自己代償、修復機能が備わっている。従ってこの予備能（cerebellar reserve）が維持されている間に治療介入し、病勢の進行を止めた上で、回復につなげることが治療の目標となる。

## 病態生理

### 細胞性免疫を介するもの
細胞性免疫を介する自己免疫性小脳失調性は傍腫瘍性小脳変性症が代表例である。病理学的にはリンパ球（T細胞、B細胞）、形質細胞、ミクログリアまたはマクロファージが血管周囲から小脳皮質へ浸潤し、プルキンエ細胞が広範に脱落する。YoやHuなどonconeural antigensは腫瘍細胞や神経細胞の細胞質に存在することから。細胞性免疫を介する機序が推定されている。実際にこれらの抗体の投与やペプチドによるimmunizationを行っても、実験動物は失調症状を発症せず、passive transferは証明されていない。抗Yo（cdr2）抗体陽性の傍腫瘍性小脳変性症の患者の血清、髄液にはcdr2特異的なリンパ球が存在し、これらの血清、髄液リンパ球、そして腫瘍組織内リンパ球は同じクローン由来である。小脳皮質に浸潤するリンパ球はCD8陽性、CD3陽性リンパ球が多く、一部にCD4陽性リンパ球も認められる。これらのことから、次のような3つの段階を経た機序が推定される。
まずは末梢リンパ節において、樹状細胞により抗原提示されたonconeural antigen（cdr2など）によりナイーブCD4陽性リンパ球が感作され、抗原特異的なTh1細胞、濾胞ヘルパーT細胞に分化する。前者によりCD8陽性細胞が活性化され、標的癌細胞はFas受容体やgranzyme-B/perforinを介したアポトーシスで細胞死に至る。また後者によりBリンパ球/形質細胞が活性化され、抗Yo（cdr2）抗体などの自己抗体が産出される。
次になんらかの機序でこれらのリンパ球や自己抗体が血液脳関門から脳内に浸潤する。
小脳ではCD4陽性リンパ球はTh1に分化しIFN-γ/TNF-αを分泌する。これにより活性化されたCD8陽性リンパ球は標的神経細胞に接着し、末梢と同じ機序でアポトーシスを誘発する。
しかし、ほとんどの腫瘍細胞がcdr2やHuなどのonconeural antigensを発現しているにもかかわらず、傍腫瘍性小脳変性症は極めて稀であり、また患者由来のリンパ球を実験動物に末梢投与してもプルキンエ細胞の障害は観察されない。このことは、生体では神経細胞のonconeural antigensに対する寛容が強いことを示唆している。免疫的寛容を破綻させてCD8陽性T細胞を活性化させる仕組みを今後明らかにする必要がある。

### 自己抗体の作用によるもの
自己免疫性小脳失調症のいくつかの病型では自己抗体が病因で小脳性運動失調が起きることがin vitroとin vivoの実験系を用いて証明されている。これらの実験結果から自己免疫性小脳失調症では自己抗体がシナプス伝達を阻害することで小脳性運動失調が起こると考えられている。さらにその自己抗体は放出機構、シナプス構成蛋白、受容体を3つのうちのどれかを標的にすることが明らかになった。自己免疫性辺縁系脳炎の病因自己抗体も同様に放出機構、シナプス構成蛋白、受容体の3つのうちどれかを標的とする。これらの自己抗体は受容体に抗体が結合すると細胞内に取り込まれる内在化が起こる点が特徴である。

#### 放出機構を標的とする抗体
抗GAD抗体
GAD（glutamic acid decarboxylase）は興奮性伝達物質であるグルタミン酸からGABAを合成する酵素である。GADには分子量の異なる2種類のアイソタイプが存在する。分子量65のGAD65は主に神経終末のシナプス小胞に存在しており、抑制性神経伝達物質であるGABA合成に関与すると考えられている。一方、GAD67は細胞質全体に存在し、細胞内のGABA生成している。抗GAD抗体が認識するのはGAD65である。
患者髄液中のIgGやモノクローナルの抗GAD抗体は抑制性ニューロンからのGABA放出を減少させる。一方、患者髄液中のIgGやモノクローナルの抗GAD抗体をマウス、ラットに投与すると、失調様歩行、小脳による運動制御の障害、認知機能障害も再現される。
このことから抗GAD抗体が原因であることが示唆されたが、次のようなシナプスレベルの障害が明らかになった。抗GAD抗体はGABA放出を抑制する。髄液で抗GAD抗体を吸着した場合、あるいは、GAD65ノックアウトマウス（GAD67が代償的に抑制性伝達を担っている）で検証した場合、これらの作用は観察されなかった。これはGAD65と抗GAD抗体の結合によって、病因的作用が起こることを示している。抗GAD抗体は小胞が開口してGABAを放出するときに小胞内に取り込まれる。開口時には小胞の外側に重合していたGAD65はなんらかの機序で小胞内に抗体結合部位が露出すると考えられており、このときにGAD65と抗GAD抗体が結合する可能性が考えられている。抗GAD抗体は、合成されたGABAの小胞へのpackagingとrelease sitesへの輸送の過程というGAD65の機能を障害し、これによりGABAの放出が減少する。
これらの作用はエピトープ特異的であり、糖尿病患者に認められる抗GAD抗体では発現しない。また、小脳性運動失調症、けいれん、スティッフパーソン症候群の抗GAD抗体間でもエピトープの差が示されておりエピトープ特異的に神経症状を発症する可能性が示唆されている。GABAはプルキンエ細胞への抑制性作用を示すのみならず、シナプス間隙から拡散し周囲の興奮性シナプスに作用しグルタミン酸の放出を抑制する。したがってGABAの放出が減少すると、抑制性シナプスの抑制のみならず、興奮性シナプスの増強が同時に起きてしまう。このGABAとグルタミン酸の著しい不均衡のため、プルキンエ細胞は顕著な興奮を示すことが予想される。剖検例ではプルキンエ細胞は広範に消失していた。機能障害から細胞死へ病期が変化する。

#### シナプス構成蛋白を標的とする抗体
抗GluRδ抗体
抗GluRδ抗体は急性小脳炎の一部の症例で認められる。GluRδはグルタミン酸に活性化されず、ニューレキシン、CbLn1と複合体を形成し、シナプスの形成、維持、伝達の調節に関わるシナプス構成蛋白である。GluRδ2の結合部位に作用する抗体を含んだポリクローナルな抗体は、培養細胞のAMPA型グルタミン酸受容体を内在化する。またこれをマウス髄腔に注入することで小脳性運動失調症と考えられる症状が再現される。この病因的作用は、患者髄液中の抗体を用いては証明されていない。この点が今後の課題である。

#### 受容体を標的とする抗体
抗mGluR1抗体
代謝調節型グルタミン酸受容体1型に対する抗体はホジキンリンパ腫に合併する傍腫瘍性小脳変性症とPACAに認められる。患者髄液のIgGによって培養細胞のイノシトールリン酸の合成は減少し、マウス髄腔に注入すると失調症様症状が再現された。また、患者髄液IgGはプルキンエ細胞での長期抑圧の誘導を阻害し、眼球運動の学習過程も障害する。
抗NAE抗体
N末端領域のαエノラーゼ抗体である抗NAE抗体は橋本脳症のバイオマーカーである。αエノラーゼはプラスミノーゲン受容体として細胞膜に存在する。抗NAE抗体陽性小脳失調型橋本脳症の患者髄液がラット小脳スライスのシナプス伝達を抑制する。

## 各論

### 傍腫瘍性免疫性小脳失調症
悪性腫瘍の0.2%に小脳症状が出現することが知られている。その歴史は1934年のGreenfieldの乳癌と肺癌を伴う「亜急性小脳変性症」の記載にさかのぼることができる。多くは亜急性に小脳性運動失調が出現し、数週から数ヶ月で進行し、徐々に小脳の萎縮を示す。小脳性運動失調が出現した時には悪性腫瘍を認めず、約1年以内に悪性腫瘍が発見されることが多い。その原因については「遠隔効果」という表現で様々な可能性が議論されてきたが1980年代以降は腫瘍と神経細胞の共通抗原の関係が注目されるようになった。1983年にはGreenleeとBrashearが卵巣腫瘍を伴う小脳失調患者において、小脳プルキンエ細胞の細胞質と反応し、さらに神経組織免疫ブロットで58kDaと34kDaに反応バンドが生じる抗体、すなわち抗Yo抗体を報告した。これ以降、免疫組織化学法の免疫ブロット法用いて様々な抗体が見出された。2004年にヨーロッパ神経学会ではこれらの抗体の生理を行いwell characterized onconeural antibodyというものが定義された。well characterized onconeural antibodyとは免疫組織化学で患者髄液・血清の染色パターンとリコンビナント蛋白を抗原とする染色パターンが同一で特異性があること、腫瘍に関連して多数の報告があること、抗体に関連して特徴的な神経症状を発症すること、腫瘍のない症例での陽性率も知られていることの5つの条件を満たす抗体である。これに属する亜急性小脳変性症の抗体は抗Yo抗体、抗Ri抗体、抗Hu抗体、抗Ma2抗体、抗CRMP-5抗体である。ヨーロッパ神経学会のガイドラインでは亜急性小脳変性症は傍腫瘍性神経症候群のclassical syndromeとして位置づけられている。したがって亜急性に小脳症状を示しかつ小脳に萎縮を示した場合は、腫瘍を発見した場合（抗神経抗体の有無を問わず）に診断される。腫瘍が発見されなかった場合でもwell characterized onconeural antibodyが認められれば診断は確定される。予後は悪性腫瘍合併のため不良のことが多い。早期の腫瘍の除去と免疫療法を行う。しかし抗原が細胞内に存在する場合は免疫療法に抵抗性の場合が多い。

#### 細胞質の抗原蛋白を認識する抗体
小脳症状を主に示す場合と小脳症状に加え多彩な神経症状を合併する場合がある。抗原蛋白は発生段階で神経細胞の分化に関与し、小脳神経回路の発生と維持に重要なものが多い。

##### 主に小脳症状を示すもの
抗Yo抗体
免疫組織学では小脳のプルキンエ細胞、顆粒細胞層の神経細胞の細胞質に浅色性を示す。認識する蛋白質はcdr2であり、この蛋白は小脳神経細胞の分化と維持に関与している可能性がある。子宮癌、卵巣癌、乳癌に随伴し小脳症状のみをしめすのが特徴である。
抗Zic抗体
肺小細胞癌に随伴し小脳症状のみを示す。
抗CARPⅧ抗体
悪性黒色腫に合併する小脳変性症で記載された。
抗Tr抗体
ホジキン病に随伴し小脳症状のみを示す。

##### 小脳症状に加え多彩な神経症状がみられるもの
抗Ri抗体
抗Ri抗体は小児では神経芽細胞腫、成人では乳癌や肺小細胞癌に随伴する。小脳失調症に加え、オプソクローヌスやミオクローヌスを示す
抗Hu抗体
歴史的には肺小細胞癌に伴う亜急性感覚性末梢神経障害において報告されたが、その後、肺小細胞癌に伴う小脳変性症の抗プルキンエ細胞抗体typeⅡa抗体と同一のものであると判明した。抗Hu抗体は肺小細胞癌のほかに前立腺癌、肺腺癌、副腎癌、神経芽細胞腫に随伴する小脳失調でも報告されている。また小脳症状のみならず辺縁系脳炎、脳幹脳炎、脊髄症など多彩な症状を示す。
抗Ma抗体
抗Ma抗体は中枢神経系のほとんどの神経細胞の核小体に免疫組織化学で染色性を示しMa1、Ma2、Ma3すべての蛋白を認識する。抗Ma抗体を合併する小脳変性症は精巣癌に合併することが多いが、肺癌や乳癌も報告されている。一方、Ma2のみを認識する抗Ma2抗体は辺縁系脳炎、脳幹脳炎に出現する。この場合も小脳症状を示すことがある。
抗CRMP-5/CV-2抗体
抗CRMP-5(CV-2)抗体は乏突起膠細胞の細胞質に結合する抗体で免疫組織化学では小脳分子層、脳幹、脊髄の白質に染色性が認められる。肺小細胞癌や胸腺腫に随伴し、小脳変性症、末梢神経障害をほぼ同じ頻度で示す。また舞踏病、ジストニア、パーキンソン症候群、視神経炎、嗅覚障害、味覚障害、脳神経症状など多彩な神経症状を示すことも特徴である。
抗ANNA-3抗体
プルキンエ細胞とゴルジ細胞に染色性を示し170kDaの神経蛋白を認識する抗体である
多くは肺小細胞癌に合併し小脳変性症を示すが、他に辺縁系脳炎、感覚性発作、脳幹脳炎、脊髄症、末梢神経障害を呈する。
抗PCA-2抗体
プルキンエ細胞に染色性を示し280kDaの神経蛋白を認識する抗体である。肺小細胞癌に合併し、小脳変性症を示す。また辺縁系脳炎、脳幹脳炎、ランバート・イートン症候群が合併することもある。

#### 細胞膜の抗原蛋白を認識する抗体の病型
抗VGCC抗体
肺小細胞癌に随伴するランバート・イートン症候群に出現し、アセチルコリンの放出を阻害することで易疲労性の筋力低下、末梢神経反復刺激で漸増現象(waxing)を示す。ランバート・イートン症候群の約9%に小脳変性症を合併することが明らかになっている。
抗mGluR抗体
抗代謝調節型グルタミン酸受容体(mGluR)抗体はホジキン病の緩解期に小脳失調症を発症した2症例に報告されている。

### 急性小脳炎
急性小脳炎（acute cerebellitis）あるいは感染後小脳炎（post-infectious cerebellitis）はウイルス感染あるいは細菌感染で惹起された免疫応答で小脳に炎症が起きるものである。小脳の直接侵襲による炎症は含まない。小児に多いが成人にも発症する。水痘帯状疱疹ウイルスやEBウイルスで多い。1994年のConnollyらによる報告では、70％の患者に先行感染がある。軽度の認知機能障害を示すことが多く、髄液検査では単核球の増加が認められる。治療としては抗ウイルス役を投与しながら経過観察し、症状が持続する、あるいは悪化する場合はステロイド、免疫グロブリン大量療法やアフェレーシスを検討する。

### 自己免疫性小脳失調症
自己免疫性小脳失調症は症候性皮質性小脳萎縮症のひとつであるが治療可能である点が非常に重要である。脊髄小脳変性症が鑑別にあがる。40〜50歳代に発症し、歩行障害を呈するものの小脳の萎縮が軽度から正常であり、脳幹の萎縮が認められない場合は特に自己免疫性小脳失調症の可能性が高い。鑑別を行うには小脳症状の特徴、性別、全身症状、他の神経所見の組み合わせが重要である。眼振や眼球運動障害ではグルテン運動失調症では出現頻度が高いが橋本脳症では頻度が低い。抗GAD抗体陽性小脳失調症では女性の割合があ高く、臓器特異的な自己免疫性疾患の合併や家族歴を示すものが多い。高力価群では糖尿病を先行することが多く、抗グリアジン抗体陽性小脳失調症では吸収障害による下痢を合併することがある。また抗GAD抗体陽性小脳失調症では痙攣、stiff-person症候群を抗グリアジン抗体陽性小脳失調症では末梢神経障害、抗甲状腺抗体陽性小脳失調症では軽度の精神症状や認知機能障害を合併することがある。治療効果では高力価型抗GAD抗体陽性小脳失調症では治療抵抗性を示し、小脳が萎縮し運動失調が進行するが抗甲状腺抗体陽性小脳失調症はステロイドで軽快する。低力価抗GAD抗体陽性小脳失調症と抗グリアジン抗体陽性小脳失調症では両者の中間を示す。脊髄小脳変性症と自己免疫性小脳失調症の鑑別に頭部MRIのVBMまたは脳血流シンチが有効という報告もある。脊髄小脳変性症では対称な萎縮や血流低下を示すが自己免疫性小脳失調症では非対称な分布を示すことが多い。HLA-DQ2や抗小脳抗体が自己免疫性小脳失調症のマーカーになる可能性があるという報告もある。以下に代表疾患を述べる。
|                    | 抗GAD抗体高力価型                                              | 抗GAD抗体低力価型                                                              | 抗グリアジン抗体（グルテン運動失調症）                                 | 抗甲状腺抗体（橋本脳症）                                                              |
| ------------------ | -------------------------------------------------------------- | ------------------------------------------------------------------------------ | ---------------------------------------------------------------------- | ------------------------------------------------------------------------------------- |
| 平均発症年齢       | 51歳                                                           | 53歳                                                                           | 48歳                                                                   | 56歳                                                                                  |
| 男女差             | 女性93%                                                        | 女性83%                                                                        | 有意差なし                                                             | 女性61%                                                                               |
| 家族歴             |                                                                | 報告あり                                                                       |                                                                        |                                                                                       |
| 合併症             | 1型糖尿病71%、慢性甲状腺炎57%                                  | 1型糖尿病33%、シェーグレン症候群の報告あり                                     | 吸収障害24%、慢性甲状腺炎など                                          | 慢性甲状腺炎38%                                                                       |
| 小脳失調           |                                                                |                                                                                |                                                                        |                                                                                       |
| 歩行失調           | 100%                                                           | 100%                                                                           | 100%                                                                   | 100%                                                                                  |
| 上肢失調           | 86%                                                            |                                                                                | 75%                                                                    | 69%                                                                                   |
| 構音障害           | 57%                                                            |                                                                                | 66%                                                                    | 62%                                                                                   |
| 眼振・眼球運動障害 | 57%                                                            |                                                                                | 84%                                                                    | 17%                                                                                   |
| 他の神経症状       | stiff-person症候群、進行すると痙攣、意識障害                   | 報告なし                                                                       | 末梢神経障害45%                                                        | 軽度の意識障害・精神症状・認知機能障害54%                                             |
| 頭部MRI            | 正常から軽度の萎縮                                             | 軽度の萎縮100%                                                                 | 軽度の萎縮79%                                                          | 軽度の萎縮38%                                                                         |
| 血清の抗体         | 抗GAD抗体（37200±30460U/ml）                                   | 抗GAD抗体（19.2±24.8U/ml）                                                     | 抗グリアジン抗体（IgA、IgG）                                           | 抗TPO抗体、抗Tg抗体、抗NAE抗体(62%)                                                   |
| 髄液の抗体         | 抗GAD抗体100%                                                  | 抗GAD抗体80%                                                                   | 測定されていない                                                       | 抗NAE抗体33%                                                                          |
| IgG index          | 全例で>1.0                                                     | 75%で>1.0                                                                      |                                                                        |                                                                                       |
| 治療               | ステロイドは効果乏しい、IVIgやや改善、しかし効果乏しく進行する | ステロイド、IVIgで改善、しかし一次的で徐々に効果がなくなる。超綺麗でも効果あり | 無グルテン食で長期に改善、効果がない場合はIVIgなど、長期例でも効果あり | ステロイド反応良好、62%で完全緩解または軽度の失調が残るまでに改善、長期例でも効果あり |

Hadjivassiliouらは多系統萎縮症、遺伝性脊髄小脳変性症を除いた孤発性小脳失調症320名の病因を調べ、グルテン失調症が37%、抗GAD抗体陽性小脳失調症が2.6%であったことを報告した。原因不明の特発性小脳失調症の60%が抗小脳抗体陽性で、自己免疫性疾患患者は47%であった。自己免疫性疾患で最も多かったのは甲状腺疾患の橋本病であった。原因が明確でないものの自己免疫機序の小脳失調と考えられる疾患群をPACD（primary autoimmune cerebellar ataxia）と呼び、小脳失調症では自己免疫機序の疾患の頻度が高いことを報告した。また自己抗体陽性の皮質性小脳萎縮症（cortical cerebellar atrophy、CCA）と陰性CCAでは陽性例の方がADL低下も早く、予後も悪い。陽性抗体数と進行速度に量反応関係が認められる。日本では南里らが、多系統萎縮症と遺伝性脊髄小脳変性症を除外した特発性小脳失調症58例の病因に関して報告している。抗グリアジン抗体または脱アミド化グリアジン抗体陽性患者が24%、抗GAD抗体陽性小脳失調症13%、抗甲状腺抗体単独陽性小脳失調症17%と、半数以上で小脳失調症関連自己抗体が陽性となった。さらに抗体陽性者22人に免疫療法を行ったところ59%にあたる13名で失調症状の改善が認められた。これは特発性小脳失調症の22%以上で免疫療法が有効な可能性を示唆する。さらに南里らは抗甲状腺抗体陽性のSCA3の患者で免疫治療で失調症状が改善した例を報告し、遺伝性脊髄小脳変性症であっても自己免疫が悪化要因になっている可能性があると考察した。さらに横田らはSCA31と小脳失調型橋本脳症の合併例を報告した。
自己免疫性小脳失調症では急性、亜急性、慢性のいずれの発症様式があり、回転性めまいをうったえることがある。遺伝性脊髄小脳変性症は緩徐な進行であり、回転性めまいや症状が急に悪化しあたり、改善することはまれである。頭部MRIではVBMを行うと脊髄小脳変性症では左右対称の白質、灰白質萎縮を示すが自己免疫性小脳失調症では左右非対称性の灰白質萎縮を示すことが多く、白質萎縮をきたすことは少ない。多発性硬化症や神経ベーチェット病では脳幹を含めた多彩な萎縮所見が認められる。

#### 抗GAD抗体陽性小脳失調症
グルタミン酸脱炭酸酵素(GAD)は興奮性神経伝達物質であるグルタミン酸から抑制性伝達物質のGABAを合成する酵素である。GAD65とGAD67の2種類が存在し、抗GAD抗体はGAD65を認識する。抗GAD抗体は1型糖尿病と新規に診断される患者の80%に認められると報告されている。1型糖尿病患者に自己免疫性甲状腺疾患を合併した場合は多腺性自己免疫症候群の定義を満たすので注意が必要である。抗GAD抗体は1型糖尿病や多腺性自己免疫症候群などの内分泌疾患のみならずstiff-person症候群や小脳運動失調症、辺縁系脳炎、難治性てんかん、眼球運動障害などの神経疾患でも認められる。抗GAD抗体陽性小脳失調症は抗GAD抗体関連免疫性神経疾患のなかではstiff-person症候群についで2番めに多い。小脳性運動失調症は抗GAD抗体が高力価であるものと低力価であるものの2種類が知られている。
抗GAD抗体高力価型
抗GAD抗体を伴う小脳性運動失調症の症例は1988年のsolimenaによってはじめて記載され、1995年にHonnoratらによっても報告された。2001年にHonnoratらにより欧州での網羅的な調査で疾患概念は明確にされた。この調査は9000症例の血清を対称にし、レトロスペクティブな解析を行ったもので抗GAD抗体陽性小脳失調症が14症例存在した。14例中13例が女性であり小脳失調症の発症の中間値は51歳であった。10例で1型糖尿病を合併しその発症年齢の中央値は47歳であり小脳失調に先行した。臓器特異的な自己免疫性疾患を合併し（57%で慢性甲状腺炎、他に重症筋無力症や乾癬など）、43%で血縁者に自己免疫性疾患の既往が存在した。抗グリアジン抗体陽性例も14名中2名で認められた。小脳失調は歩行障害が顕著でありMRIでは小脳の軽度の萎縮を認めることが多く、脳幹の萎縮は認められなかった。抗GAD抗体は抗体価は1型糖尿病の抗体価と比べて著しく高値であり髄液にも抗GAD抗体が存在し、IgG indexの上昇があり、髄腔内抗体産出が示唆されている。その後の報告もほぼ同様の特徴を示していた。自己免疫性小脳失調症であるが治療効果は限定的である。ステロイド、免疫グロブリン療法の報告がある。また高力価型の抗GAD抗体陽性小脳失調症にstiff-person症候群を合併する例、末梢神経障害とこわばりを合併する例、重症筋無力症を合併する例の報告がある。原因不明のめまい、一過性の複視、一過性の構音障害、一過性の失調症状が小脳失調発症に先行してみられる例があり、早期診断のためにも前駆症状のみがみられる症例において抗GAD抗体を積極的に測定するよう推奨した報告もある。
剖検報告ではプルキンエ細胞の脱落、ベルグマングリアの増生が確認されているが炎症細胞の浸潤は認められなかった。
抗GAD抗体低力価型
2012年に東京医大の南里らが報告した疾患単位である。南里らは6症例をまとめてその特徴を以下のようにまとめている。抗GAD抗体高力価型との違いとしては、必ずしも1型糖尿病が先行しないこと、小脳失調の家族歴を示すことがあり遺伝性脊髄小脳変性症が鑑別になること、抗GAD抗体は血清で低力価陽性であり必ずしも髄腔内で産出されていないこと、治療効果は一過性であり治療を繰り返すうちに反応が乏しくなること、高力価型よりも進行が緩徐であり長期刑加齢でも良好の反応を示す例があることなどがしられている。6名中2名（33%）で小脳失調の家族歴があり遺伝子検索では脊髄小脳変性症と診断できなかった。また甲状腺自己抗体が6例中2例（33%）で陽性であった。

##### 抗GAD抗体の病因的な役割
抗GAD抗体に関しては以下の2点に関して議論が知られている。まず第一に抗GAD抗体は標的抗原を機能的あるいは器質的に障害するのか、すなわち病因となりうるかという点である。そして第二にどのようなメカニズムによって様々な神経疾患病型をとるのかという点である。
抗GAD抗体は病因なのか？
臨床観察では、抗GAD抗体関連神経疾患の多くが免疫治療に抵抗性を示すこと、血清の抗体価も髄液の抗体価も疾患重症度に関連性がないことが知られていた。また実験医学的にはGADは細胞質蛋白質であるため、抗体が抗原に結合することが困難と考えられたため抗GAD抗体に病因的な役割がないと予想されていた。しかし三苫らは二重染色による免疫組織化学法を用いて、髄液の抗体がプルキンエ細胞に投射する抑制性神経細胞の終末部に結合していることを明らかにし、さらにスライス標本に対してパッチクランプ法を用いて抗GAD抗体が抑制性神経細胞の終末部に作用してGABAの放出を阻害することを明らかにした。これらによってpathogenic actionが証明された。さらに2007年にMantoらは患者髄液をラットの小脳内に注入すると、小脳刺激によって生じる大脳運動野に対する抑制が阻害されることから抗体の投与で症状が再現されpassive transferが証明された。そして抗GAD抗原エピトープはシナプス小胞が開口放出する際に一過性に細胞表面に露出するため抗体と反応するといった考え方、ラット小脳器官培養実験において、免疫グロブリンがプルキンエ細胞に取り込まれること、抗GAD抗体陽性のstiff-person症候群患者のIgGがin vitroでGAD酵素活性を阻害することなどからaccessibilityの証明もされつつある。以上からaccessibilityの証明、pathogenic actionの証明、passive transferの証明がすべて満たされ病因として確立したという意見もある。しかし抗GAD抗体関連免疫性疾患では細胞表面抗原に対する自己抗体が共存することがある。細胞表面抗原に対する自己抗体を有する疾患では免疫治療に反応性がよい例が多く、自己抗体が病因的な役割を果たす可能性が高い。それを踏まえて抗GAD抗体関連疾患においても、抗GAD抗体自身ではなく、共存する神経細胞表面抗原に対する自己抗体が病因的な役割をはたすのではないかという考え方も出てきているが、確定的な実験的証拠はない。GrausやDalmauらは抗GAD抗体は病原抗体ではないと主張している。
様々な神経疾患病型をとるメカニズム
同じ抗GAD抗体陽性であっても糖尿病、stiff-person症候群、小脳運動失調症と症状が異なる理由は抗体のGADの認識部位の違いと考えられている。神経症状を発症する抗体はGADのC末端を認識する。stiff-person症候群ではGADの酵素活性を抑制し、小脳失調症ではGABAの放出を抑制する。一方で糖尿病で認められる抗体はGADのmiddle portionを認識する。ポリクローナルに産出される抗GAD抗体のサブタイプの割合によって臨床症状が異なると考えられている。

#### 抗甲状腺抗体陽性小脳失調症（橋本脳症）
歴史的には1966年に英国のBrainらが橋本病に伴い、意識混濁、幻覚、片麻痺、失語など精神神経症状を呈した48歳の男性患者を報告したことにはじまる。この患者は甲状腺ホルモンの値は正常であるにもかかわらず、精神神経症状を繰り返し症状の変動と関連してサイロイドテストの異常や髄腋蛋白の上昇が認められた。甲状腺生検では橋本病に特徴的な病理所見が得られた。甲状腺ホルモンの補充では症状の改善が認められず粘液水腫性脳症とは異なる自己免疫的な機序を背景とした脳症の存在が示唆された。1988年にBehanらが急性散在性脳脊髄炎患者を免疫学的に解析し、橋本病に伴う自己免疫性脳症の一群があることを改めて指摘した<。1991年にShawらが抗甲状腺抗体陽性でステロイド反応性有する5名の脳症患者を報告した。このときはじめて「Hashimoto encephalopathy」という新しい疾患概念が提唱された。Shawらの基準では精神神経症状（脳症）の存在、抗甲状腺抗体の存在、ステロイドに対する反応性という3点を強調している。この診断基準の問題点は甲状腺自己抗体の疾患特異性である。抗甲状腺抗体の陽性率は日本人全体で5\25%に達するため診断の契機になりえても確定診断になりえない。しかし抗NAE抗体は橋本脳症の診断感度は50%で特異度が91%であり感度に問題がある。抗甲状腺抗体が特徴の橋本脳症でも小脳失調を示すものが知られている。福井大学の調査では16%が小脳失調型である。Shawらの基準を満たした小脳失調型橋本脳症13例の検討例の報告がある。抗NAE抗体陽性例は8例で陰性例が5例であった（陽性率62%）。62%が慢性進行性の経過であり、半数でSPECTで小脳の血流低下があり脊髄小脳変性症との類似点が認められた。眼振が17%と乏しく、小脳萎縮も38%と乏しかった。免疫学的治療の効果は著効が4例、中等度効果が4例、軽度効果が5例であった。三苫らは抗NAE抗体陽性の小脳失調型橋本脳症の患者の髄腋をラットの小脳プルキンエ細胞に灌流しパッチクランプ法を用いてプルキンエ細胞伝達の阻害を明らかにした。

#### 抗グリアジン抗体陽性小脳失調症（グルテン失調症）
グリアジンとは小麦粉に含まれている蛋白質であり、グルテニンと結合しグルテンを形成している。グルテンは粘りと弾性を形成する成分である。グリアジンに対する抗体は小麦アレルギー、小麦依存性運動誘発アナフィラキシー、セリアック病で認められる。神経障害については大脳萎縮、認知障害、てんかん、末梢神経障害、小脳性運動失調などが報告されている。1998年と2003年にHadjivassiliouらは抗グリアジン抗体の出現頻度を検討し、正常対称群は1200例中149例(12%)、家族性失調症では59例中8例(14%)、MSA-Cでは33例中5例(15%)であったのに対して孤発性運動失調症の群では132例中54例の41%と有意に高いことを見出した。これにより抗グルアジン抗体陽性の小脳性運動失調症は1つの疾患単位と推定し、これをグルテン失調症（またはグルテン運動失調）と名づけた。
グルテン運動失調の臨床像は男女比に有意差はなく、慢性甲状腺炎を合併していることもある。また1型糖尿病の合併例の報告もある。小脳症状を発症した年齢は平均値で48歳であり24%に吸収不良を合併していた。ほぼ全例で歩行失調を示し、眼球運動障害や眼振も84%で頻度が高い、末梢神経障害（軸索ニューロパチー）の合併も45%にみられる。頭部MRIでは軽度の小脳萎縮を示すことが多く、抗グリアジン抗体（IgGまたはIgA）陽性であることで診断される。治療は無グルテン食が行われ、多くの症例である程度運動失調は改善し、長期的にも効果が持続する。無効例には免疫グロブリン療法が行われ有効例もある。日本ではセリアック病の頻度が少なくグルテン運動失調症は注目されていなかった。しかし京都大学の猪原らは多系統萎縮症を除外した14例の原因不明の小脳性運動失調症について抗グリアジン抗体検査を行い5例（36%）で陽性、正常コントロール群では2%の陽性であったと報告した。このことからも抗グリアジン抗体陽性小脳失調症は稀な疾患ではない可能性もある。日本では抗グリアジンIgA抗体陽性例が多い。
HLA-DQ2とHLA-DQ8と強く関連している。日本ではHLA-DQ2を保有する人は1%のみであり欧米とは遺伝的な背景が異なる。南里らは日本のグルテン失調症の治療効果と剖検例に関して報告している。58名の特発性小脳失調症患者のうち14人（24%）で抗グリアジン抗体または脱アミド化抗グリアジン抗体が陽性であった。免疫療法は12例中7例で有効であった。
プルキンエ細胞や顆粒細胞とグルテンペプチドの抗原性エピトープでは、抗体の交差反応があることが知られている。抗グリアジン抗体はプルキンエ細胞と反応する。病理報告では小脳皮質全域にPatchyなプルキンエ細胞の消失、Tリンパ球の広範な浸潤が認められる。小脳白質や脊髄の後索におもにTリンパ球、少数のBリンパ球やマクロファージなどの炎症細胞浸潤であるperivascular cuffingが認められた。また、小脳、脳幹に抗TG6抗体IgAが沈着していた。

#### 多発性硬化症
多発性硬化症の約11〜33%に小脳失調が認められる。小脳皮質の脱髄、プルキンエ細胞の脱落は進行期の多発性硬化症で認められる。上小脳脚や中小脳脚、脳幹や小脳白質の障害を伴う。

#### シェーグレン症候群
シェーグレン症候群に小脳失調を示す例がある。シェーグレン症候群ではいくつかの神経組織に対する自己抗体が報告されており、プルキンエ細胞と反応する抗体が含まれていると考えられる。

#### CNSループス
全身性エリテマトーデス患者で小脳失調を示す例は稀である。

#### HLA-B51関連小脳萎縮症（神経ベーチェット病）
慢性進行型神経ベーチェット病では小脳失調を示す例がある。HLA－B51陽性、粘膜皮膚眼症状は神経ベーチェット病による小脳失調の可能性を疑う。